# آيلا فيشر
إيسلا لانج فيشر (من مواليد 3 فبراير 1976) هي ممثلة ومؤلفة أسترالية. ولدت في عمان لأبوين اسكتلنديين، انتقلت إلى أستراليا في سن السادسة، بدأت حياتها المهنية من خلال الظهور في الإعلانات التلفزيونية. جاءت انطلاقتها مع شخصية شانون ريد في المسلسل الأسترالي الشهير "Home and Away"، وهو الدور الذي لعبته من عام 1994 إلى عام 1997، وحصلت على ترشيحين لجائزة Logie.

## الأعمال
- متطفلي العرس
- بالتأكيد، ربما
- هورتن يسمع هووو!
- غاتسبي العظيم
- نهوض الحراس
- الآن أنت تراني
- حياة الجريمة
- لندن
- غريمسبي
- تاغ

## مواقع خارجية
- آيلا فيشر على موقع IMDb (الإنجليزية)
- آيلا فيشر على موقع ميتاكريتيك (الإنجليزية)
- آيلا فيشر على موقع روتن توميتوز (الإنجليزية)
- آيلا فيشر على موقع قاعدة بيانات الأفلام العربية
- آيلا فيشر على موقع ألو سيني (الفرنسية)
- آيلا فيشر على موقع ميوزك برينز (الإنجليزية)
- آيلا فيشر على موقع أول موفي (الإنجليزية)
- آيلا فيشر على موقع بوكس أوفيس موجو (الإنجليزية)
- آيلا فيشر على موقع قاعدة بيانات الأفلام السويدية (السويدية)
- آيلا فيشر على موقع إن إن دي بي (الإنجليزية)